# Episactus
Episactus is een geslacht van rechtvleugeligen uit de familie Episactidae. De wetenschappelijke naam van dit geslacht is voor het eerst geldig gepubliceerd in 1899 door Burr.

## Soorten
Het geslacht Episactus omvat de volgende soorten:
- Episactus brunneri Burr, 1899
- Episactus eremites Rehn & Rehn, 1934
- Episactus tristani Rehn & Rehn, 1934